# 充血性前列腺炎
充血性前列腺炎是慢性非细菌性前列腺炎中一种没有致病生物体的慢性前列腺炎类型。充血性前列腺炎是自身因素引起的前列腺长期处在充血状态，其成因是各种因素使盆腔长期处于慢性充血状态，如经常长途骑马，久坐，已经被诱发性兴奋未能得以适当释放等。
被诱发的性兴奋，在达到性高潮后，15至30分钟盆腔充血消退；若没有机会达到性高潮而性兴奋被阻断，盆腔充血会持续半天至1天。盆腔充血未及时消退，出现的腰骶及小腹轻度不适，常包含在慢性前列腺炎患者诸多主述之中。
充血性前列腺炎防治的关键是有效地防止各种原因引起的盆腔长期处于慢性充血状态。以坐姿为主工作时，有意识地穿插可以改变姿势体位的工作。过度充血应该坐在浴缸上进行舒缓。在没有条件达到性高潮的情况下，尽量避免被诱发性兴奋；当不可避免地被诱发性兴奋，尽量设法得以释放；该摄身要点，应该让自己的性伴侣充分了解，并附诸实践。
实验室检查，前列腺按出液在光学显微镜下，每高倍视野中白细胞计数超过10个，是充血性前列腺炎诊断的必要条件之一。